# أمل توكا
أمل توكا (مواليد 9 يناير 1991) هو عداء مسافات متوسطة تخصص 800 متر.

## روابط خارجية
- أمل توكا على موقع الاتحاد الدولي لألعاب القوى (الإنجليزية)
- أمل توكا على موقع الدوري الماسي (الإنجليزية)
- أمل توكا على موقع اللجنة الأولمبية الدولية (الإنجليزية)
- أمل توكا على موقع أوليمبيديا (الإنجليزية)